# Nymphomyia holoptica
Nymphomyia holoptica är en tvåvingeart som beskrevs av Gregory W.Courtney 1994. Nymphomyia holoptica ingår i släktet Nymphomyia och familjen Nymphomyiidae.
Artens utbredningsområde är Hongkong (Kina). Inga underarter finns listade i Catalogue of Life.